# Daniel Addo
Pour les articles homonymes, voir Addo (homonymie).
Ne doit pas être confondu avec Daniel Ashley Addo.
Daniel Addo est un footballeur ghanéen né le 6 novembre 1976 à Accra. Il évolue au poste de milieu de terrain. 
Il est international ghanéen (27 sélections & 1 but depuis l'année 1996).

## Clubs
- 1995-1998 : Bayer Leverkusen  Allemagne
- 1998-1999 : Fortuna Düsseldorf  Allemagne
- 1999-2000 : Karlsruher SC  Allemagne
- 2000-2001 : Fortuna Düsseldorf  Allemagne
- 2001-2002 : VfR Wormatia Worms  Allemagne
- 2002-2006 : FC Lustenau 07  Autriche
- 2006-2007 : FK Vardar Skopje  Macédoine
- 2007 : Sekondi Hasaacas  Ghana

## Sélections
- 27 sélections et 1 but en équipe du Ghana depuis l'année 1996
- 6 sélections et 1 but en équipe du Ghana des moins de 20 ans en 1993
- 11 sélections et 3 buts en équipe du Ghana des moins de 17 ans entre 1991 et 1993